# Luís Pedro Magalhães
Luís Pedro Magalhães (ur. 4 lutego 1972 roku w Mozambiku) – portugalski kierowca wyścigowy.

## Kariera
Magalhães rozpoczął karierę w międzynarodowych wyścigach samochodowych w 2007 roku od startów w World Touring Car Championship z francuską ekipą Exagon Engineering. Wystartował w dwóch wyścigach podczas portugalskiej rundy. W pierwszym wyścigu uplasował się na 21 pozycji, a w drugim był siedemnasty. W 2009 roku startował w Peugeot 207 Cup Spain, gdzie odniósł jedno zwycięstwo. Z dorobkiem 112 punktów został sklasyfikowany na siódmym miejscu w końcowej klasyfikacji kierowców.